# Artibeus concolor
Artibeus concolor (Peters, 1865) è un pipistrello della famiglia dei Fillostomidi diffuso nell'America meridionale.

## Descrizione

### Dimensioni
Pipistrello di medie dimensioni, con la lunghezza totale tra 61 e 71 mm, la lunghezza dell'avambraccio tra 43 e 52 mm, la lunghezza del piede tra 10 e 15 mm, la lunghezza delle orecchie tra 15,5 e 19 mm e un peso fino a 24,4 g.

### Aspetto
La pelliccia è lunga, liscia e setosa. Le parti dorsali sono brunastre, più chiare sulla testa, il collo e le parti ventrali, mentre la regione genitale è più scura. Il muso è corto e largo. La foglia nasale è ben sviluppata e lanceolata. Due strisce chiare sono presenti su ogni lato del viso, la prima si estende dall'angolo esterno della foglia nasale fino a dietro l'orecchio, mentre la seconda, talvolta assente, parte dall'angolo posteriore della bocca e termina alla base del padiglione auricolare. Il labbro inferiore ha una verruca al centro circondata da altre piccole verruche. Le orecchie sono nere e con il bordo posteriore bianco. Il trago è bianco ed ha tre piccole dentellature sul bordo posteriore. Le membrane alari sono nere, eccetto tra il terzo e quarto dito dove sono prive di pigmentazione e tra il quarto ed il quinto dito dove sono presenti delle striature più chiare. Sono attaccate posteriormente tra il metatarso e la falange delle dita dei piedi. È privo di coda, mentre l'uropatagio è ridotto ad una sottile membrana lungo la parte interna degli arti inferiori ed è completamente privo di peli. Il calcar è corto. Sono presenti 3 molari su ogni semi-arcata dentaria. Il cariotipo è 2n=30-31 Fna=56.

## Biologia

### Alimentazione
Si nutre di frutta, polline, nettare ed altre parti dei fiori.

### Riproduzione
Femmine gravide sono state osservate in gennaio, aprile, maggio e luglio in Venezuela, in gennaio nel Brasile orientale, in settembre e novembre nell'Amazzonia brasiliana e in febbraio in Colombia.

## Distribuzione e habitat
Questa specie è diffusa in Colombia e Perù orientali, Venezuela meridionale, Guyana, Suriname, Guyana francese e Brasile settentrionale e centro-occidentale.
Vive in diversi tipi di foreste, cerrado, pascoli e frutteti fino a 1.030 metri di altitudine. Appare invece assente da ambienti più aridi come le savane e il caatinga.

## Conservazione
La IUCN Red List, considerato il vasto areale e la tolleranza a diversi tipi di habitat, classifica A.concolor come specie a rischio minimo (Least Concern)).